# Бучано
Буча̀но (на италиански: Bucciano) е село и община в Южна Италия, провинция Беневенто, регион Кампания. Разположено е на 276 m надморска височина. Населението на общината е 2064 души (към 2010 г.).